# Ferdinando Pratesi
Ferdinando Pratesi (Bologna, 4 aprile 1831 – Milano, 23 marzo 1879) è stato un coreografo italiano. Fu il principale coreografo ad avvalersi della collaborazione di Romualdo Marenco prima di Luigi Manzotti.

## Biografia
Battezzato come Ferdinando Francesco Gallo Maria Pratesi, nacque a Bologna il 4 aprile 1831 da una famiglia gentilizia di antica origine toscana. I suoi genitori, Gaspare e Gaetana di Gallo Galletti, erano entrambi ballerini. Sua zia Carolina Galletti, maritata Rosati, divenne una celebre ballerina a livello internazionale.
Fu allievo di Carlo Blasis, che lo formò privatamente. Data la giovanile carriera di ballerino, Pratesi visse in diverse città italiane prima di stabilirsi definitivamente a Milano. Dopo aver esordito nel mondo del teatro come mimo e ballerino nei principali teatri dell'epoca, si dedicò prevalentemente alla composizione coreografica ottenendo diversi successi. Risale al 1868 la prima collaborazione col compositore novese Romualdo Marenco, al quale Pratesi affidò l'incarico di musicare l'azione di Cleofe (poi ribattezzata Armida), nonché dei successivi balletti Bianca di Nevers, Day-Sin, L'astro degli Afgan, Giuditta e La Tentazione (poi Ermanzia). Bianca di Nevers resta il principale successo di Pratesi, tanto che fu scelto dalla Scala di Milano per lo spettacolo di inaugurazione dell'Esposizione Universale di Belle Arti del 28 agosto 1872, alla presenza di re Vittorio Emanuele II. Pratesi era inoltre un ottimo illustratore e costumista: ideò e disegnò infatti personalmente i costumi per diversi suoi spettacoli,  quali per esempio quelli di Day-Sin.
Pratesi sposò Filomena Panizza, celebre mimo dell'epoca e che si esibì spesso insieme a lui, dalla quale ebbe tre figli (Alfonso, Isidoro, Giovanni; quest'ultimo collaborò anch'egli con Marenco, sempre alla Scala). Il primogenito Alfonso contrasse matrimonio con la nobildonna Arpalice Trevisan, discendente dall'omonima famiglia patrizia veneziana.
Ferdinando Pratesi morì a Milano nel 1879, a soli 48 anni, per problemi cardiaci; fu in seguito sepolto nel cimitero Monumentale della città. Discendenti del coreografo sono tuttora viventi.

## Curiosità
Ferdinando Pratesi è uno dei personaggi storici presenti nel romanzo Paolina & Leonlide di M. V. Cavina Saporetti.

## Balletti
- Emma Florans, 1862-1863
- Lidia, 1864
- Azaele, 1864-1865
- La figlia del corsaro, 1866
- I quattro caratteri, 1867
- Nelly, 1867
- Armida, 1868 (inizialmente presentata col nome di Cleofe), musica di Romualdo Marenco
- Giuditta, 1869, musica di Romualdo Marenco
- Bianca di Nevers, 1870, musica di Romualdo Marenco, liberamente ispirato al romanzo Le Bossu di Paul Féval
- Lionna,1873-1874
- La Tentazione (poi Ermanzia), 1874, musica di Romualdo Marenco
- Day-Sin, 1879, musica di Romualdo Marenco
- L'astro degli Afgan, 1879, musica di Romualdo Marenco
- Adriana di Lecouvreur
- Il proscritto fiammingo
- Amore a sessant'anni
- Un patto infernale
- Leonille
- I quattro pretendenti